# A magyarországi nemzetiségek története

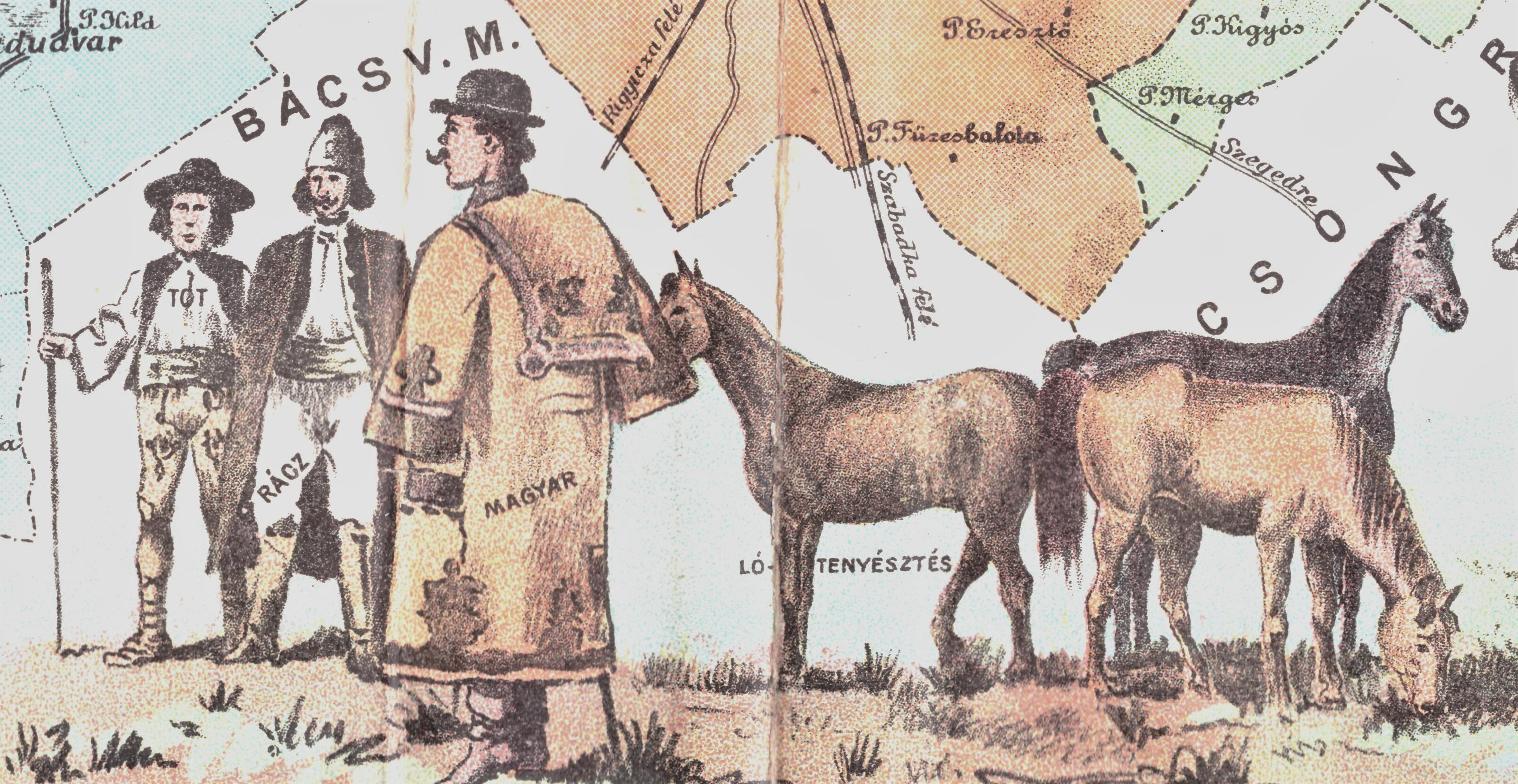
Magyarok, rácok, tótok

Magyarországon fennállása során mindig jelentős számban éltek más nemzetiségűek is a magyarok mellett. Szócikkünk a magyar történelem során fontosabb szerepet játszó nemzetiségek történetét mutatja be.
Bár nem sorolják a nemzetiségek közé a vallási kisebbségeket, így a magyarországi zsidóságot, mivel azonban a zsidók történetük során nemzetiségként is jelen voltak Magyarországon, ezért a szócikkben róluk is szó esik.

## Középkor
A Kárpát-medence a magyarok megérkezésekor már lakott volt. A honfoglaláskor beérkező magyarok egy sokszínű, sokféle kultúrájú, soknemzetiségű területen vetették meg a lábukat, többek között avarok és szláv nyelvet beszélő törzsek éltek a vidéken. Ezek a közösségek a magyar túlsúlyú területeken a magyarokkal keveredve elmagyarosodtak. Ahol ez a természetes asszimiláció nem történt meg, ott beszélhetünk a mai szláv kisebbségek magvairól. Ilyenek a szlovének (közismertebb nevükön vendek), akik a 6. században települtek le és jelenleg is Magyarországon élnek. A magyarsággal együtt több néptöredék is betelepült a Kárpát-medencébe, mint ahogy később is érkeztek betelepülő népcsoportok a befogadó nomád törzsszövetség területére.
A középkorban, különösen a tatárjárás pusztításait követően került sor nem magyar nemzetiségűek nagyobb arányú betelepítésére az országba. Ennek során a Német-római Császárság területéről német, illetve jóval kisebb számban Itáliából olasz, Flandriából holland nyelvű telepesek, iparosok, kézművesek, kereskedők érkeztek, valamint a kunok és a jászok törzsei Kelet-Európa területéről. Ezek a népcsoportok viszonylag hamar elmagyarosodtak, kivéve a Magyar Királyság elzártabb területein élő élő németajkú erdélyi szászokat és szepességi szászokat, valamint a románokat, akik a 14. századtól jelentek meg nagyobb számban Erdély területén.
Vallásilag is különálló kisebbséget alkottak a zsidók és a böszörmények (muzulmán vallású bolgár-török népcsoport). A törökök balkáni háborúi következtében érkezett a cigányok első hulláma a 15. században.
Az uralkodó-ház házassági kapcsolatai és politikája, illetve az ország kereskedelmi kapcsolatai révén számos külföldi telepedett le egyénenként vagy csoportosan az országban. Zsigmond uralkodása idején francia nyelvű és származású kereskedőket és zsidókat említ Bertrandon de la Broquière utazó.

## A török kor utáni betelepülők
A törökök kiűzése utáni időkben két folyamat határozta meg a nem magyar nyelvű csoportok alakulását. Az egyik a betelepítés, amelynek során nagyszámú német telepest költöztettek a mai Magyarország háborúktól elpusztított, elnéptelenedett területeire. Az elzártabb területeken – főleg a Dunántúli-középhegység mélyén, a Mecsekben és a Zselicben – élő németajkú telepesek leszármazottai alkotják a mai német nemzetiséget . Mivel a legnagyobb számú betelepülő csoport Svábföldről érkezett, ezért a 18. században betelepített németeket egységesen sváboknak nevezték el, megkülönböztetve őket a középkori eredetű, szintén németajkú szászoktól.
A másik jelentős nemzetiségalakító folyamat a spontán bevándorlás volt, melynek során leginkább a szegényebb rétegek költöztek a jobb élet reményében a kis népsűrűségű, jobb megélhetést ígérő Magyarországra. A 18. század elején, a szervezett betelepítéstől függetlenül maguktól is érkeztek németek. Rajtuk kívül még hét nemzetiség bevándorlása volt jelentős: a szerbek és a bunyevácok a Duna mentére, a sokácok, a katolikus bosnyákok és horvátok a Dunántúlra, a románok Erdélyből az Alföld keleti részére (Bánát és Partium), a szlovákok pedig Felvidékről Békés megye területére vándoroltak. A többi ekkor bevándorló nemzetiség, például az örmények, görögök, cincárok (makedo-vlachok) és bolgárok kisebb létszámuk miatt általában néhány nemzedék alatt beolvadtak a környező magyarságba.
Az utolsó jelentős bevándorlási hullámok a 19. században voltak. Az ország történetének legnagyobb arányú bevándorlása a kelet-európai zsidóság érkezése volt. A magyarországi zsidóság addig egy alig néhány ezer fős jómódú városi népcsoport volt, akiknek elődei elsősorban a Csehország és Németország területéről származó szefárd zsidók voltak a 18. században. Az új zsidó bevándorlók tömegei ezzel szemben zömében igen szegény, nagyrészt falusi életmódú és földműveléssel is foglalkozó, jiddis nyelven beszélő askenázi zsidók voltak Galíciából és az Orosz Birodalom területéről. A 19. század végén a zsidóság lélekszáma már csaknem egymillió fő volt, ami a Magyar Királyság lakosságának több mint 5%-át jelentette.
Ugyancsak a 19. században az oláh (román) fejedelemségek területéről érkezett Magyarországra a cigányok második nagyobb hulláma, az oláh és a beás cigány csoportok.

## Nemzetiségi konfliktusok
Ti közhazánk nem magyar lakosi, odakünti hatalmas rokonitok által tagadhatlanul közelebb álltok a napról napra tökéletesb alakra fejlő civilisátiónak kútfejéhez, mint mi magyarok, kik előtt még műveletlen a mező és ezért felettünk vagytok. Mi ellenben, mint már Arpád-kezdte rakni szabad szerkezetű alkotmányunk örökösei azon elsőbbségnél fogva állunk viszont fölöttetek, hogy csak mi képezhetjük Magyarországnak azon közepitő pontját, mely körül Ti egyesülhettek.
A magyarországi román, szerb és szlovák értelmiségek már a 18. században megfogalmazták nemzeti programjukat. Legerősebbnek a szerbek mozgalma bizonyult. 1790-évi gyűlésükön, az úgynevezett „illír diétán” területi önállóságot követeltek. Mögöttük állt a kiváltságolt szerb ortodox egyház és a Katonai Határőrvidék hadserege is. 1791-ben, illetve 1792-ben keletkezett az erdélyi román értelmiség két folyamodványa, melyeket Supplex libellus Valachorum Transsilvaniae („Az erdélyi oláhok kérelme”) címen szokás emlegetni. Ugyanerre az időre tehető a szlovák nacionalizmus kezdete is. 1792-ben hozták létre a Szlovák Tudományos Egyesületet a katolikus egyház támogatásával. Az egyesületnek 446 tagja volt, 86,5%-uk volt katolikus pap.
II. József abszolutista uralma után az 1790–91-es országgyűlés rendi országgyűlés eredetileg egy független magyar államot hozott volna létre nemesi vezetéssel. Válaszul az osztrák kormányzat taktikai okokból támogatást nyújtott a magyarországi nemzetiségi mozgalmaknak, anélkül, hogy elfogadta volna azok követeléseit. A magyar rendek (a történelemben nem először) meghátráltak és kompromisszumot kötöttek az uralkodóházzal.
A magyarországi nemzetiségi mozgalmaknak akkor érkeztek következő szakaszukhoz, amikor az 1843-44-es országgyűlés elfogadta a magyar nyelv hivatalossá tételét. Ezután a nemzetiségek is követelték, hogy használhassák a saját nyelvüket. Az ellentétek a magyar szabadságharc idején fegyveres konfliktusokba torkolltak. A magyar politikusok példája Franciaország volt, aminek a 18. század végén még alig 50%-át alkották a francia anyanyelvű emberek, a 19. század közepére már 85% felett volt a francia anyanyelvűek aránya.
Az első lépés a nemzetiségek ügyének rendezésére az Eötvös József által megalkotott 1868-as nemzetiségi törvény volt. Ez egyben a világ első nemzetiségi törvénye. Szól a nemzetiségek önálló kultúraápolási jogáról, illetve a közigazgatásban és az oktatásban is lehetőséget biztosít a nemzetiségi nyelvek gyakorlására, ha az adott körzetben a nemzetiségi lakosok aránya eléri a 20%-ot. A törvény mindenképp óriási lépés volt a nemzetiségek fejlődéséhez szükséges feltételek megteremtésében, de az igazsághoz hozzátartozik, hogy a végrehajtásával gondok akadtak, mivel a körzeteket általában úgy határozták meg, hogy a nemzetiségek aránya ne érje el a 20%-os küszöböt. Néhány középiskolában nem volt magyar nyelv-oktatás, egyetem viszont csak magyar nyelvű volt.

## Magyarosodás és magyarosítás
A nyugati minta: francia és brit történelmi példa nyomán fogant meg a magyar törvényalkotók és politikum fejében. Sem Britanniában, sem Franciaországban nem volt a többség anyanyelve az állam nyelve, mégis pár évtized alatt diadalmaskodott. Franciaországban (50% nem francia anyanyelvű volt még 1789-ben) nem csak a nyelvet, de a nemzeti tudatot is sikeresen rátestálták adminisztratikus oktatáspolitikai úton a kisebbségekre, ezzel teljesen és sikeresen felszámolva nemzetiségi létüket, identitásukat, míg Angliában csak a nyelvet sikerült szinte kizárólagosan használt nyelvé tenni.
A 19. század végén erőteljes volt a nemzetiségi származásúak magyarrá válása, ami részben önkéntes alapon történt. Ez a folyamat azonban általánosan csak a magyar többségű területekre, különösen a mai Magyarország területére volt jellemző. Az ország többi részén inkább csak a felemelkedő zsidó és német kisebbségek tagjai választották a magyarsághoz való asszimilálódást. A Magyar Királyság szlovák, román és szerb többségű területein a hivatalos magyarosítás politikája inkább ellenállást szült, annál is inkább, mert a nacionalista mozgalom e nemzetiségek között is egyre erősebb volt. Az általános magyarosító politika kudarcáról sokat elárul az az 1900-as népszámlálási adat, amely szerint az ország össznépességnek csak 60%-a tudott magyarul.
1907-ben került sor az új iskoláztatási törvény a Lex Apponyi bevezetésére. Ettől kezdve az alsófokú tanintézményekben is magyart tanítottak és a magyar tanárok igyekeztek kinevelni a gyerekekből a nemzetiségi tudatot.
A névmagyarosítás a 19. század végére már olyannyira fokozódott, hogy az addig nem magyar nevű községek, dűlők, dombok, hegyek és egyéb helyek neveit is magyarosra változtatták. Ezek az intézkedések mindjobban kiváltották a nemzetiségek ellenszenvét.
A németek többségének és a szlovákok, szerbek, horvátok és más nemzetiségek egy részének asszimilációja mellett különös figyelmet érdemel a hazai zsidóság elmagyarosodása. Más európai országokban ugyanis nem zajlott le ilyen tömeges méretű összeolvadásuk a többségi keresztény társadalommal, másutt erősen elkülönülő vallási és egyben etnikai kisebbség maradtak. Magyarországon ezzel szemben igen sokan magyarrá váltak, a magyar nemzethez tartozónak érezték magukat. Világviszonylatban is egyedülálló jelenségként megszületett a neológ zsidó vallás. A neológ zsinagógákban magyar nyelven tartották az istentiszteleteket. A zsidóság a 19. század végétől törvény szerint is a magyar nemzeten belüli egyik vallási felekezet lett, tehát valaki éppúgy lehetett izraelita vallású magyar, mint katolikus vagy református vallású magyar. A magyarországi, főleg városi zsidóságnak csak kisebb része tartott ki a hagyományos zsidó vallás mellett (ortodox, illetve statusquo irányzat), megőrizve nemzetiségi, etnikai elkülönülését. A döntő többség a neológ felekezethez csatlakozott, a fővárosi zsidóságnak például közel a háromnegyede. Ebben a liberális légkörben a századfordulótól sokan magyar vagy – szintén a magyarrá válás útját járó – német (sváb) házastársat választottak, gyermekeiket megkeresztelték. A 20. századra az izraelita vallású magyarság így olyan mértékben keveredett a keresztény vallásúakkal és olyan építő részévé vált a magyar társadalomnak és kultúrának, hogy nem lehetett többé attól elválasztani. A mai magyarok közül – különösen városban – sokaknak vannak zsidók a felmenői között, ahogyan németek, szlávok és más nemzetiségűek is.

## Az 1910-es népszámlálás
Az 1910-es népszámlálás adatai szerint a Magyar Királyság legnagyobb nemzetiségeinek százalékos megoszlása a következő volt (a zsidókat csak a vallási megoszlásnál tüntették fel, ezért a nemzetiségek között itt a magyarok részét képezik):

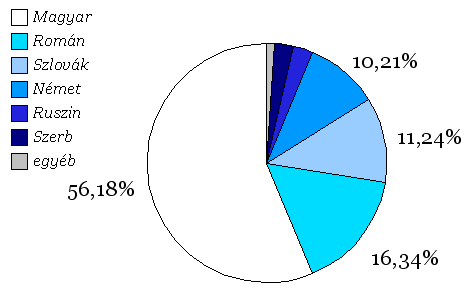
A hazai nemzetiségek aránya 1910-ben

Összlakosság (Horvátország nélkül): 18 264 533 fő.
- Magyar 55%
- Román 16%
- Szlovák 11%
- Német 10%
- Ruszin 2,5%
- Szerb 2,5%
- Horvát 1,5%
- Cigány 0,6%
- Sztano 0,19%

## Trianon hatása
Magyarország sohasem válhatott nemzetállammá, még a trianoni határmódosítások és a 20. század erőszakos nemzetiségfelszámoló intézkedései után is többnemzetiségű államról kell beszélni Magyarországgal kapcsolatban.
Kelet-Közép-Európában (és Nyugaton sem) az államhatárok sohasem egy nemzet előfordulásának határát jelölik, de a régió országai közül is az egyik legkevésbé nemzeti alapon meghúzott határvonala Magyarországnak van, mivel az ország határain kívül él ma is a magyar nemzet majdnem egyharmada.
Magyarország abban a sajátos helyzetben található, hogy majdnem az összes szomszéd országban több magyar él, mint ahány más nemzetiségű Magyarországon. Így sokkal több a szlovákiai magyar, mint a magyarországi szlovák, vagy jóval több magyar él Ukrajnában, mint ruszin, illetve ukrán Magyarországon, és mialatt az erdélyi magyar kisebbség talán az egyik legnagyobb nemzetiség Európában, addig a magyarországi románok viszonylag kis létszámú népességet alkotnak hozzájuk képest.

## A két világháború között
A legjelentősebb nemzetiségeket érintő törvény az 1920. évi 23. törvénycikk, a Numerus Clausus (Zártszám-rendelet) volt, amely az egyes kisebbségekhez tartozó egyetemi hallgatók maximális számát határozta meg, ügyelve az adott nemzetiségek arányára a teljes magyarországi lakosságban. Az intézkedés egyértelműen a magyarországi zsidóság ellen irányult, de az egyéb nemzetiségek fejlődésének se tett jót.

## Holokauszt
A magyar zsidóság asszimilációját derékbe törte a hivatalos szintre emelt antiszemitizmus, amely 1944–45 között a holokausztba torkollott. Ez az egész európai zsidóság tervszerű meggyilkolását jelentette, amit a náci Németország folytatott a koncentrációs táborokban (haláltáborok). A magyar zsidóságnak kb. 70%-át, mintegy 500 000 embert végeztek ki. A zsidónak nyilvánított családokat, zömében időseket, nőket és gyerekeket (a férfiak nagy része munkaszolgálatos volt a fronton) tehervagonokban külföldre deportálták főleg Auschwitz haláltáborába és a dachaui koncentrációs táborba, ahol kínhalállal megölték őket. A Kárpát-medencei zsidó származású lakosság a Budapesten lakók kivételével gyakorlatilag teljes számban halálát lelte (vagyis a mai Magyarország Budapesten kívüli területein, valamint az Erdélyben, Kárpátalján, Felvidéken és Délvidéken lakók). A fővárosiaknak mintegy a fele, több mint 100 000 ember vesztette életét külföldi haláltáborokban vagy a budapesti nyilas terror alatt.
A holokauszt Magyarországon egyben a magyar nép egy részének is az elpusztítását jelentette. Fájdalmas azoknak a magyaroknak a sorsa, akik nem tudták az előírt arányú keresztény részt felmutatni a családjukban a üldöztetés elkerüléséhez. Őket a vallásuk, származásuk miatt kirekesztették abból a nemzetből, amelyhez már generációk óta tartoztak. (A többi nemzetiség tagjai – németek, szlovákok, délszlávok – is éppolyan „frissen” olvadtak be az összmagyarságba, mint ők.) Sokakra egész életükre tudathasadásos állapotot kényszerítettek ezzel, ha túlélték a holokauszt poklát. Ma ezért is nagyon érzékeny téma a magyar zsidóság hovatartozása, hiszen valójában a mai magyar nemzet egyik építőkövéről van szó, amelyet csak igen erőltetten lehet kiemelni a többi alkotóelem közül. A háborút túlélők jó része Izraelbe vagy az Amerikai Egyesült Államokba vándorolt, azonban sokan közülük máig őrzik a magyarságukat is.
A porajmos („elemésztés”) a holokauszt cigány nyelvű megfelelője. 1944-ben a nácik és nyilasok a dunántúli cigányok nagy részét, becslések szerint 30-70 000 embert deportáltak a haláltáborokba, ahol a zsidókhoz hasonlóan végezték ki őket, illetve különösen kegyetlen „orvosi” kísérleteket végeztek rajtuk. A háború után a porajmost túlélő kevés ember a zsidóságtól eltérően semmilyen kártérítésben nem részesült, sőt egészen a 90-es évekig hivatalosan nem is esett szó a velük történtekről.
Lásd még: Zsidó holokauszt Magyarországon

## A II. világháború utáni helyzet
Magyarország a II. világháborúból vesztesen került ki, mialatt a környező országokat (Ausztria kivételével) mind nyertesnek lehet tekinteni, még Romániát is, amely „még időben” átállt a Szövetségesekhez. Ebben a helyzetben Magyarország területi egysége igen kétséges lett, a Csehszlovákiától, Romániától és Jugoszláviától visszacsatolt, német „ajándék”-területek elszakadása mindenképpen várható volt, de egyéb, a trianoni országhatáron belül eső területek is féltek az elszakadástól. Meg kell jegyezni, hogy Csehszlovákia és Jugoszlávia a Szövetséges Ellenőrző Bizottság munkájában tevékenyen részt vettek.
Tartani kellett az esetleges megtorló intézkedésektől. Ebben a kétséges helyzetben a nemzetiségek (kivéve a németeket) várták az anyaországukhoz való csatlakozást. Ezt erősítette, hogy még jóval 1945 után is jutottak át az országhatáron a szomszédos országokból küldött katonai alakulatok, amelyek propagandistái a nemzetiségi települések lakosságának az anyaországhoz való csatlakozásról beszéltek. Ez a jelenség leginkább a délszláv határ mentén volt megfigyelhető. Végül azonban Magyarország területének további csökkentése - a Pozsonyi hídfőt leszámítva - nem következett be, ehelyett a nemzetiségi lakosság cseréje történt meg.
Sok magyar állampolgárt (köztük különösen sok német nemzetiségűt) kényszermunkára vittek a Szovjetunióba (ld. Málenkij robot).

## Nemzetiségpolitika 1945–1989 között
Az 1945 után születő köztársaság válaszút előtt állt: vagy a Csehszlovákia által alkalmazott „egy nemzet”-politikát, azaz a nemzetiségek teljes elnyomását, erőszakos asszimilálását választhatta, vagy eleget tehetett az Egyesült Nemzetek Alapokmánya Célok és elvek című fejezetének, ahol megemlítették a nemzetek egyenjogúságát, melynek legkézzelfoghatóbb megnyilvánulása a nemzetiségek jogainak biztosítása. Viszont az ENSZ alapokmányában megtalálható az a kitétel is, hogy az egyes országok belügyeibe nem avatkozhat be sem az ENSZ, sem egy másik ország. A nemzetiségek helyzete pedig nem eldönthetően külügy vagy belügy.

### Egy megvalósítatlan törvénytervezet
A Magyar Kommunista Párt 1945 nyarán elkészített egy törvénytervezetet a magyarországi nemzeti kisebbségek jogi helyzetének tisztázására. A törvénytervezet szövege teljes mértékben megfelel az ENSZ elvárásainak. Ezt példázza már rögtön az „Elvi állásfoglalások” cikkelye:
1. Minden magyar állampolgár, bármilyen anyanyelvű, nemzetiségű vagy vallású is, a törvény előtt egyenlő. Vallása, származása, anyanyelve vagy nemzetisége okából magyar állampolgárt joghátrány nem érhet.
2. A demokratikus Magyarországon a nem magyar nemzetiségű állampolgárokat a magyar nemzetiségű állampolgárokkal egyenlő jogok illetik, és egyenlő kötelességek terhelik. […]
A törvénytervezet további részében leginkább csak az alapvető állampolgári jogokat ismerteti, de szó esik a nemzetiségek nyelvhasználatáról, mely szerint a közigazgatás folyhat nemzetiségi nyelven, ha a népesség legalább egyötöde ahhoz a nemzetiséghez tartozik. Ennek értelmében a törvény végrehajtása városokban egyáltalán nem, falvakban csak korlátozottan lett volna lehetséges, mivel a nemzetiségek – városokban egyáltalán, de más kistérségi szinten jellemzően – nem voltak ilyen nagy arányban sehol az ország területén, vagy ha mégis, akkor ott az állam beavatkozott, és magyarok vagy más nemzetiségi nyelvűek beköltöztetésével „oldotta meg a helyzetet”.
A tervezetben szó esik a településeken való kétnyelvű feliratok kihelyezéséről is, ha a településen a nemzetiségi lakosság eléri az össznépesség egytizedét.
A potsdami határozat értelmében a németekre helyzetük rendezéséig nem vonatkozhatott a jogszabály, de mivel a törvénytervezetet nem fogadták el, a többi nemzetiség sem érezhette biztonságban jogait.

### A németek kitelepítése
A többi kelet-európai országból a nagyhatalmak potsdami megállapodása alapján embertelen körülmények között milliószámra folyt a német lakosság kitelepítése.
Magyarországon ezzel szemben 1945 decemberéig nyílt viták folytak a „németkérdésről”. Végül az döntött, hogy a politikai pártok többsége, a belpolitikai okok, földosztással összefüggő telepítési igények miatt támogatta a németek tömeges kitelepítését. Ezenkívül a magyar kormány így kívánt megfelelni Csehszlovákia kérésének, hogy helyet csináljanak a Csehszlovákiából áttelepítendő magyarok részére. A Tildy-kormány 1945. december 22-én hozta meg végleges döntését. A kormányrendelet az 1941-es népszámlálásban magukat németeknek valló állampolgárok közül a Volksbundnak és a német fegyveres alakulatnak, német pártoknak, egyesületeknek a tagjait, illetve „a hitlerista szervezeteket bármi módon támogatókat” ítélte kitelepítésre. Eredetileg 300–500 ezer személy kitelepítéséről volt szó.
1946 januárjában megkezdődött a kitelepítés. Kezdetben Németország nyugati szektor'aba, majd az oroszok ellenőrzése alatt álló keleti övezetbe vitték az embereket. A kitelepítés a Budapest környéki falvak német lakóinak deportálásával kezdődött, akik a nyugati német zónába 130-150 ezer ember került ki. A második hullámban pedig 50 ezer ember került a keletnémet zónába. A korábban elmenekültekkel együtt 220-250 ezer lehet a Németországba kerültek száma. Ez a magyarországi németeknek körülbelül a felét jelentette. A háborúban meghaltakat, valamint a málenkij robotra a Szovjetunióba elhurcolt mintegy 60 ezer német nemzetiségű személyt is figyelembe véve Magyarországon körülbelül 200 ezer német maradhatott.
Még mindig vita tárgya, hogy milyen kényszer alapján fogott hozzá a magyar állam a német nemzetiségűek kitelepítéséhez, egyesek szerint a nagyhatalmak nyomása alatt, mások a csehszlovákiai magyar nemzetiségűek hazatelepítéséhez szükséges hely felszabadításával indokolják a folyamatot.
A hatóságok teljesen önkényesen választották ki a sváb falvakban azokat a családokat, akiknek menniük kellett. A költözést a magyarországi németajkú lakosság még kevésbé akarta, mint a többi nemzetiség. Az új lakóhelyüknek kiszemelt keleti zóna, később Német Demokratikus Köztársasághoz alig volt közük, nem beszélve arról, hogy a magyarországi svábok már több évszázada többé-kevésbé elmagyarosodtak, kultúrájuk, nyelvük, szokásaik nagyban eltértek a németországitól, Magyarországot tartották a hazájuknak, és általában a magyar nemzethez és nem a némethez tartozónak érezték magukat. (A háború során például a magyarországi svábok egy része Hűséggel a hazáért néven mozgalmat indított a német megszállók és a nácik ellen.)
A kitelepítést elkerülendő a Németországba készülő vonatra sokan olyan magyarokat küldtek maguk helyett, akik ki akartak vándorolni. A kitelepítésük után pedig a svábok csaknem kétharmada visszaszökött Magyarországra. Ők a 40-es évek második felében a volt házaikba beköltöztetett szlovákiai (vagy erdélyi) magyarok mellett általában csak a melléképületekben találhattak otthont maguknak. Ilyen körülmények között érthetővé válik a németek lemondása a kultúrájukról és a városokba költözésükkel való asszimilálódásuk is.

### Csehszlovák–magyar lakosságcsere
A II. világháború lezártával Európa-szerte lakosságcserékre került sor. Ez abból állt, hogy az egyes nemzetiségekhez tartozók önként vagy kényszer alatt elhagyták azt a helyet, ahol életük nagy részét leélték, és az „anyaországukba” települtek, a házaikba pedig a másik országból a helyükbe érkezők költöztek be. Alapvető különbség volt a felek érdekeiben, Csehszlovákia magyarok nélküli Szlovákiát akart és Magyarország megpróbált "javítani" az akkor jogfosztott magyar kisebbség helyzetén Szlovákiában és feltölteni a svábok után üresen maradt falvakat.
Csehszlovákia komoly nyomást gyakorolt a Szovjetunióra a szlovák–magyar lakosságcsere, vagyis az ott élő magyarok Magyarországra költöztetése, illetve a magyarországi szlovákok odavitele ügyében. Nem is beszélve arról, hogy Prágának komoly szava volt Párizsban, Londonban és Washingtonban is. A Csehszlovák–Magyar Lakosságcsere Egyezményt Csehszlovákia kormányzója, Beneš sikeresen elfogadtatta a Potsdamban tanácskozó nagyhatalmakkal.
Az eredeti elképzelés szerint valamennyi felvidéki magyar elhagyta volna lakhelyét, és Magyarországra költözött volna. A másik irányban pedig a Magyarországon élő szlovákok hagyták volna el az országot, és telepedtek volna le Szlovákiában. Az elképzelés azonban több szempontból is abszurdnak bizonyult. Míg Csehszlovákiában több mint félmillió magyarajkú "várta" kitelepítését, ahhoz képest a Magyarországon élő szlovákok száma kisebb volt.
A lakosságcsere-egyezményt 1946 februárjában írták alá. 1947 áprilisától – hosszabb-rövidebb megszakításokkal – 1948 decemberéig tartott. A program végül úgy zajlott le, hogy több tízezer felvidéki magyart erőszakkal telepítettek Magyarországra, míg Magyarországról önként települtek át a szlovákok ezrei Csehszlovákiába, főleg a magyarok lakta Dél-Szlovákiába. Az ő önkéntes áttelepülésük is bizonyos fokig megkérdőjelezhető, mivel valójában ez az „önkéntes választást” nem volt igazán önkéntes[forrás?]. A magyarországi szlovákok településein a magyar illetve a csehszlovák hatóságok által kiküldött propagandisták jelentek meg, akik sürgették a lakosságcsere-egyezmény keretében az áttelepítést, illetve a kitelepített magyarok "gazdag és nagy" birtokaival kecsegtették a szlovákokat, rámutattak a háborús előtti Csehszlovákia gazdasági sikereire és a fiatalokat Szlovákia legszebb részeibe küldték üdülésre az itt maradásuk esetén pedig a teljes asszimilálódással fenyegették a falusiakat. Azonban minden propaganda ellenére sok szlovák maradt meg magyarországi földjén, ahelyett, hogy a számukra bár nyelvileg közeli de mégis idegen Szlovákiába költözött volna, ahol olyan falukba kerültek, ahol a hivatalos nyelv a szlovák lett, de a magyarok aránya részben magasabb volt, mint azokban a falukban, ahol eddig éltek. Vannak hírek arról is, hogy magyarok is szlovákokként át akartak települni az akkori Csehszlovákiába[forrás?]. Másrészt az áttelepülők közül is egyesek visszaköltöztek Magyarországra, mivel – főleg a Békés megyei – szlovákok kultúrája, szokásai, de még nyelve is eltért a Szlovákiában tapasztaltaktól.
Végül az egész lakosságcsere-programot le kellett állítani, mivel mindkét állam orosz befolyás alá került. A szlovák–magyar lakosságcsere sikertelenségét látva a még tervezett Jugoszláv–Magyar Lakosságcsere Egyezményt már nem írta alá Magyarország, míg Románia és Magyarország között hasonló megállapodásról szó sem lehetett az erdélyi magyar lakosság nagy száma miatt is.
Schmidt Mária 60 000-re becsüli a magyarországi szlovákok számát, akik Szlovákiába települtek át, Föglein Gizzella szerint 73 000 voltak. Schmidt Mária kb. 90 000-re becsüli a magyar áttelepülők számát, és további 30 000 magyar hagyta el a háború után a mai Szlovákiát.

## Nemzetiségpolitika 1990 óta

### Az 1993-as nemzetiségi törvény
Egészen az 1993-as Nemzetiségi Törvény elfogadásáig a magyarországi nemzetiségek helyzetét csak miniszteri rendeletek határozták meg. Ezek végrehajtása hol gördülékenyebb, hol komótosabb volt, de leginkább csak megfogalmazás szintjén maradt meg.
1993-ban a magyar országgyűlés elfogadta a Nemzeti és etnikai kisebbségek jogairól szóló törvény-t. A törvény szerint a Magyarországon honos nemzeti és etnikai kisebbségek (bolgár, cigány, görög, horvát, lengyel, német, örmény, román, ruszin, szerb, szlovák, szlovén, ukrán) helyi és országos kisebbségi önkormányzatokat hozhatnak létre. A kisebbségi önkormányzatok választása az önkormányzati választások során történik.